# Visigotische Rijk

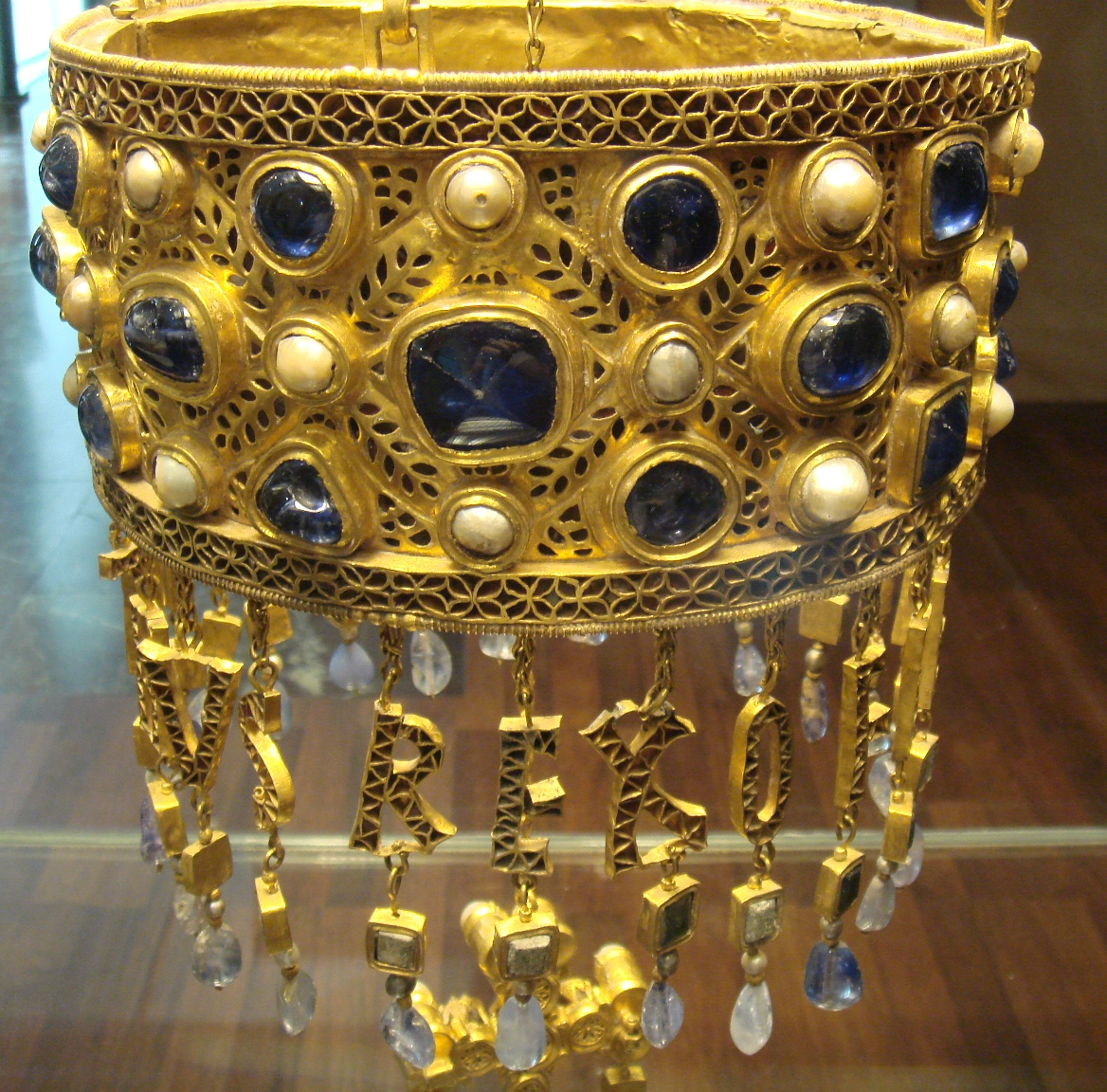
Kroon van koning Recceswinth (653–672)

Het Visigotische rijk was een Europees koninkrijk van 418 tot 721 (tot 475 verbonden met het West-Romeinse Rijk). Het werd gesticht door het Germaanse volk der Visigoten, toen het Romeinse Rijk zijn gezag buiten Italië kwijt raakte.
De eerste koning was Wallia.

## Geschiedenis
In de 4e eeuw werden de Visigoten, door invallen van de Hunnen verdreven uit het huidige Roemenië en kregen zij toestemming van de Romeinen om zich te vestigen in het Romeinse Rijk. De immigratie van de Visigoten verliep echter desastreus; zij werden slecht behandeld en onder de bevolking heerste hongersnood. Onder leiding van een van hun adellijken, Fritigern kwamen de Visigoten in opstand en brak er oorlog uit met de Romeinen die eindigde met een overwinning op de Romeinen op 9 augustus 378 in de slag bij Adrianopel. Hierna hadden de Visigoten vrije doorgang op de Balkan nu het Romeinse leger voor een belangrijk deel vernietigd was. Met de nieuwe keizer Theodosius I werd vrede gesloten die grotendeels stand hield tot 395.
Onder leiding van koning Alarik, waren er afwisselend periodes van vrede en oorlog, waarbij een andere Germaanse generaal Stilicho een belangrijke rol vervulde. Na diens executie in 408 raakte Alarik in het voordeel. Hij kon Italië binnenvallen en trok op naar Rome dat op 24 augustus 410 door hem ingenomen werd.

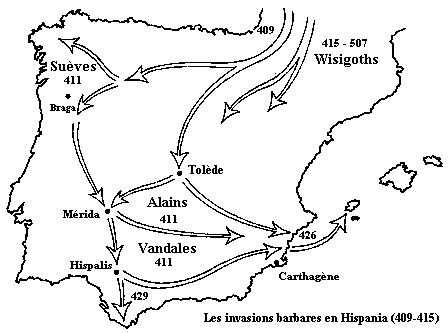
Migratie van de Visigoten naar Romeins Spanje

### De Spaanse oorlog
Na de inname van Rome was het West-Romeinse rijk in staat van oorlog met de Visigoten, afgewisseld met perioden van samenwerking. In 414 verbleven zij in Zuid-Frankrijk en raakten de relaties met de Romeinen wederom verstoord door toedoen van Honorius' generaal Constantius (die later keizer Constantius III zou worden). Ataulf trok de Pyreneeën over en installeerde zijn hof in Barcino (het huidige Barcelona) in de Tarraconence. Zijn opvolger Wallia sloot opnieuw vrede met de Romeinen en voerde een veldtocht in Spanje om het Romeins gezag te herstellen.

### Visigotisch Aquitanië
Deze oorlog verliep voorspoedig en hierna kregen de Visigoten middels een verdrag in 418 van keizer Honorius een eigen vestigingsgebied in de provincie Aquitanië. In ruil voor militaire bijstand aan het Romeinse kregen ze in Aquitanië landgoederen en nederzettingen in bezit om zich te vestigen. Belangrijkste reden hiervoor was dat het rijk de Gallische senatioriale klassen als een groter gevaar voor de keizerlijke macht in Ravenna zag dan de barbaarse aanwezigheid. Met de vestiging van de Goten als potentiële krijgsmacht dicht in de buurt van het centrum van Gallië hoopte het rijk de senatoren beter onder controle te kunnen houden. Architect van de Gotische vestiging in Aquitanië was keizer Honorius' belangrijkste generaal Constantius III.
Onder Theoderik werd de inrichting van dit gebied voltooid. De Visigoten leefden hier grotendeels gescheiden van de Gallo-Romeinse bevolking onder eigen wetgeving en bestuurd door eigen leiders. Het eerder genoemde Toulouse fungeerde als hoofdplaats. Achteraf stellen moderne historici dat met de nederzetting van 418 de basis gelegd werd voor een onafhankelijk Gotisch koninkrijk Toulouse in wat eens een Romeinse provincie was. In 418 echter was deze vestiging nog stevig ingebed in het Romeinse staatsbestel. Constantius stond geen provincie af aan de Goten, maar plantte hen in een Romeinse provincie, met de bedoeling haar trouw aan Rome stevig vast te houden. Echter was vanaf 425 sprake van een crisissituatie die een aantal jaren duurde waardoor onder koning Theoderik het Visigotische Aquitanië zich kon ontwikkelen tot een semi-zelfstandig gebied. Niettemin moesten de Goten door toedoen van Aëtius, de krachtige opperbevelhebber van het Romeinse leger, het Romeinse gezag spoedig weer dulden.
Ondanks de instorting van het feitelijk gezag in Gallië na de dood van Aëtius zou het nog tot 468 duren voordat de Visigoten onder koning Eurik zich pas onafhankelijk van de Romeinen verklaarden. Na de verpletterende nederlaag van de gezamenlijke Romeinse vloot tegen de Vandalen kwamen de Visigotisch legereenheden die in Spanje aanwezig waren in opstand en bezetten de steden Merikda, Braga, Zaragona, Pamploma en Cluna, waarmee een einde kwam aan de Romeinse heerschappij in Spanje.

## Hoogtepunt
Tijdens zijn grootste omvang omvatte het rijk zowel het Iberisch Schiereiland, met uitzondering van Gallaecia en het noordwesten van Hispania Lusitania (hier was het Suevische Rijk) en de Spaanse noordkust (hier woonden de Cantabriërs en Basken), als een groot deel van het tegenwoordige Frankrijk: ruwweg de streek Occitanië en het land ten zuiden van de Loire. Door de Frankische overwinning in de Slag bij Vouillé (507) ging het grondgebied benoorden de Pyreneeën verloren, behalve Septimanië en Gascogne (laatstgenoemd gebied werd in 532 pas Frankisch).
De Byzantijnse veldheer Belisarius veroverde of heroverde (gezien vanuit Romeins oogpunt) in 554 tijdelijk de Spaanse zuidkust; dit werd Spania genoemd (tot 624).
In 585 versloegen de Visigoten de Sueven en lijfden hiermee Gallaecia in bij hun rijk. In 589 bekeerde de Visigotische koning Reccared I zich van het arianisme tot het katholicisme en sloot vrede met de Byzantijnen.

## Bevolking
De bevolking van het Visigotische Rijk bestond voor het grootste deel uit Romeinen, geromaniseerde Keltiberiërs, Kelten en Basken en diverse groepen Germanen, voornamelijk Visigoten, Sueven en Alanen.
Grote Visigotische nederzettingen waren oorspronkelijk geconcentreerd langs de rivier de Garonne tussen Bordeaux en Toulouse in Aquitaine, en vanaf ca. 490 toen Spanje en Portugal veroverd was groeide het aantal dat er voor koos naar nieuwe nederzettingen op het zuidelijker gelegen Iberische Schiereiland te verhuizen. De nieuwkomers vestigden zich bij de Ebro rivier, rond de stad Mérida, tussen de bovenloop van de Douro, in Tierra de Campos ook bekend als Campi Gothorum in Centraal Castile en León, Asturias en Toledo, en langs de rivier de Taag noordelijk van Lissabon.

### Taal
De voertaal was Vulgair Latijn en Gotisch.

### Religie
De Romeinse bevolking was voornamelijk katholiek christelijk. De Germaanse onderdanen hingen voor het merendeel de Ariaanse variant aan.

## Steden
De twee hoofdsteden van het Visigotische Rijk waren Toulouse (Latijn: Tolosa) en Toledo (Latijn: Toletum). Andere grote steden waren Bordeaux, Narbonne, Arles, Barcelona, Merida, Sevilla en Cartagena, toen het rijk op haar grootste was. Na verovering van het Suevenrijk werd ook hun hoofdstad Braga (Latijn: Bracara Augusta) Visigotisch.

## Ondergang

Het Omajjaden Rijk en het Koninkrijk Asturië omstreeks 750.

In 711 staken de islamitische Omajjaden de Straat van Gibraltar over en behaalden een grote zege op de Visigoten in de Slag bij Xeres de la Frontera. Deze nederlaag leidde spoedig tot de ondergang van het Visigotische koninkrijk. Tien jaar later stortte het rijk ineen, om dertig jaar later vervangen te worden door het emiraat Córdoba, later het kalifaat Córdoba. Een deel van de Visigotische adel wist uit handen van de aanvallers te blijven. In het noorden van Spanje hield het stand tegen de Omajjaden en waar op den duur in Asturië het koninkrijk Asturië werd gesticht, van waaruit de Reconquista zou beginnen.